# Temporada 1955-56 de los Boston Celtics
La temporada 1955-56 fue la décima de los Boston Celtics en la NBA. La temporada regular acabó con 39 victorias y 33 derrotas, clasificándose para los playoffs, en los que cayeron en semifinales de división ante los Syracuse Nationals.

## Elecciones en elDraft
| Ronda | Puesto | Jugador       | Posición | Nacionalidad   | Universidad |
| ----- | ------ | ------------- | -------- | -------------- | ----------- |
| 1     | 3      | Jim Loscutoff | Alero    | Estados Unidos | Oregon      |
| 2     | 10     | Dickie Hemric | Alero    | Estados Unidos | Wake Forest |

## Temporada regular
| División Este           | División Este | División Este | División Este | División Este | División Este | División Este | División Este | División Este |
| Equipo                  | G             | P             | %             | PD            | Casa          | Fuera         | Neutral       | Div           |
| ----------------------- | ------------- | ------------- | ------------- | ------------- | ------------- | ------------- | ------------- | ------------- |
| x-Philadelphia Warriors | 45            | 27            | .625          | -             | 21-7          | 11-17         | 13-3          | 22-14         |
| x-Boston Celtics        | 39            | 33            | .542          | 6             | 20-7          | 12-15         | 7-11          | 18-18         |
| x-Syracuse Nationals    | 35            | 37            | .486          | 10            | 23-8          | 9–19          | 3-10          | 15-21         |
| New York Knicks         | 35            | 37            | .486          | 10            | 13-15         | 16-13         | 6-9           | 17-19         |

## Playoffs

### Semifinales de División
Boston Celtics vs. Syracuse Nationals
| Fecha       | Partido                                   | Ciudad   |
| ----------- | ----------------------------------------- | -------- |
| 17 de marzo | Boston Celtics 110, Syracuse Nationals 93 | Boston   |
| 19 de marzo | Syracuse Nationals 101, Boston Celtics 98 | Syracuse |
| 21 de marzo | Boston Celtics 97, Syracuse Nationals 102 | Boston   |
|             | Syracuse gana las series 2-1              |          |

## Estadísticas
| Rk | Jugador       | Edad | P  | PT | MP   | TC  | TCI  | %TC  | 3P | 3PI | %3P | TL  | TLI | %TL  | RO | RD | RT   | AS  | RB | TAP | BP | FP  | PTS  |
| -- | ------------- | ---- | -- | -- | ---- | --- | ---- | ---- | -- | --- | --- | --- | --- | ---- | -- | -- | ---- | --- | -- | --- | -- | --- | ---- |
| 1  | Bill Sharman  | 29   | 72 |    | 37.5 | 7.5 | 17.1 | .438 |    |     |     | 5.0 | 5.7 | .867 |    |    | 3.6  | 4.7 |    |     |    | 2.7 | 19.9 |
| 2  | Bob Cousy     | 27   | 72 |    | 38.4 | 6.1 | 17.0 | .360 |    |     |     | 6.6 | 7.8 | .844 |    |    | 6.8  | 8.9 |    |     |    | 2.9 | 18.8 |
| 3  | Ed Macauley   | 27   | 71 |    | 33.2 | 5.9 | 14.0 | .422 |    |     |     | 5.6 | 7.1 | .794 |    |    | 5.9  | 3.0 |    |     |    | 2.2 | 17.5 |
| 4  | Jack Nichols  | 29   | 60 |    | 32.7 | 5.5 | 13.3 | .413 |    |     |     | 3.3 | 4.2 | .791 |    |    | 10.4 | 2.7 |    |     |    | 3.8 | 14.3 |
| 5  | Jim Loscutoff | 25   | 71 |    | 22.3 | 3.2 | 8.8  | .360 |    |     |     | 2.0 | 2.9 | .671 |    |    | 8.8  | 0.9 |    |     |    | 3.0 | 8.3  |
| 6  | Arnie Risen   | 31   | 68 |    | 23.5 | 2.8 | 7.3  | .383 |    |     |     | 2.5 | 3.5 | .708 |    |    | 8.1  | 1.3 |    |     |    | 4.4 | 8.1  |
| 7  | Dick Hemric   | 22   | 71 |    | 18.7 | 2.3 | 5.6  | .403 |    |     |     | 2.5 | 3.8 | .648 |    |    | 5.6  | 0.8 |    |     |    | 2.0 | 7.0  |
| 8  | Ernie Barrett | 26   | 72 |    | 20.2 | 2.9 | 7.4  | .388 |    |     |     | 1.3 | 1.6 | .788 |    |    | 3.4  | 2.4 |    |     |    | 2.6 | 7.0  |
| 9  | Togo Palazzi  | 23   | 63 |    | 11.2 | 2.3 | 5.9  | .389 |    |     |     | 1.3 | 2.0 | .685 |    |    | 2.9  | 0.7 |    |     |    | 1.4 | 6.0  |
| 10 | Red Morrison  | 23   | 71 |    | 12.8 | 1.3 | 3.4  | .371 |    |     |     | 0.6 | 1.3 | .494 |    |    | 4.9  | 0.7 |    |     |    | 2.2 | 3.1  |

## Galardones y récords
| Jugador      | Galardón                 |
| Bob Cousy    | Mejor quinteto de la NBA |
| Bill Sharman | Mejor quinteto de la NBA |